# Turn- und Sportverein Paderborn-Neuhaus 1994-1995
Questa voce raccoglie le informazioni riguardanti il Paderborn Neuhaus nelle competizioni ufficiali della stagione 1994-1995.

## Stagione
Nella stagione 1994-1995 il Paderborn Neuhaus, allenato da Günther Rybarczyk, concluse il campionato di Regionalliga ovest-Sudovest al 9º posto. In Coppa di Germania il Paderborn Neuhaus fu eliminato al primo turno dal Chemnitz.

## Rosa
| N. |                               | Ruolo | Calciatore          |
| -- | ----------------------------- | ----- | ------------------- |
|    | Germania (bandiera)           | P     | Michael Joswig      |
|    | Germania (bandiera)           | D     | Jörg Bräuer         |
|    | Germania (bandiera)           | D     | Hans Grundmann      |
|    | Macedonia del Nord (bandiera) | D     | Elvis Hajradinović  |
|    | Germania (bandiera)           | D     | Markus Mrugalla     |
|    | Germania (bandiera)           | D     | Artur Müller        |
|    | Germania (bandiera)           | D     | Frank Parrotta      |
|    | Germania (bandiera)           | C     | Daniel Bücker       |
|    | Germania (bandiera)           | C     | Dieter Hecking      |
|    | Germania (bandiera)           | C     | Frank Holick        |
|    | Germania (bandiera)           | C     | Waldemar Kischka    |
|    | Germania (bandiera)           | C     | Andreas Kolodzeyski |

| N. |                        | Ruolo | Calciatore       |
| -- | ---------------------- | ----- | ---------------- |
|    | Germania (bandiera)    | C     | Stephan Maaß     |
|    | Germania (bandiera)    | C     | Robert Reichert  |
|    | Germania (bandiera)    | C     | Roger Schmidt    |
|    | Germania (bandiera)    | C     | Dirk Spannuth    |
|    | Germania (bandiera)    | C     | Mirko Vogt       |
|    | Germania (bandiera)    | C     | Martin Wiercimok |
|    | Croazia (bandiera)     | A     | Daouda Bangoura  |
|    | Germania (bandiera)    | A     | Daniel Farke     |
|    | Germania (bandiera)    | A     | Dietmar Fulhorst |
|    | Paesi Bassi (bandiera) | A     | Erik Groeleken   |
|    | Polonia (bandiera)     | A     | Tomasz Jaworek   |
|    | Germania (bandiera)    | A     | Tobias Weber     |

## Organigramma societario
Area tecnica
- Allenatore: Günther Rybarczyk
- Allenatore in seconda:
- Preparatore dei portieri:
- Preparatori atletici:
- Analisi video:

## Calciomercato

### Sessione estiva
| Acquisti | Acquisti           | Acquisti             | Acquisti |
| R.       | Nome               | da                   | Modalità |
| -------- | ------------------ | -------------------- | -------- |
| A        | Daouda Bangoura    | Rot-Weiss Essen      |          |
| D        | Elvis Hajradinović | Borussia Dortmund II |          |
| C        | Dieter Hecking     | Lokomotive Lipsia    |          |
| A        | Tomasz Jaworek     | Víkingur             |          |
| A        | Vincenzo Palumbo   | Basilea              |          |
| C        | Robert Reichert    | Rot-Weiss Essen      |          |
| C        | Mirko Vogt         | Rot-Weiss Essen      |          |

| Cessioni | Cessioni           | Cessioni          | Cessioni |
| R.       | Nome               | a                 | Modalità |
| -------- | ------------------ | ----------------- | -------- |
| C        | Peter Hobday       | Arminia Bielefeld |          |
| C        | Christian Schreier | Rot-Weiss Essen   |          |

### Sessione invernale
| Acquisti | Acquisti | Acquisti | Acquisti |
| R.       | Nome     | da       | Modalità |
| -------- | -------- | -------- | -------- |

| Cessioni | Cessioni         | Cessioni | Cessioni |
| R.       | Nome             | a        | Modalità |
| -------- | ---------------- | -------- | -------- |
| A        | Vincenzo Palumbo | Chênois  |          |

## Risultati

### Regionalliga

#### Girone di andata
| Wuppertal 31 luglio 1994, ore 15:00 CEST 1ª giornata | Wuppertal | 0 – 0 referto | Paderborn-Neuhaus | Stadion am Zoo (5 000 spett.)\| Arbitro: \| Fandel \| |
| Arbitro:                                             | Fandel    |               |                   |                                                       |

| Paderborn 7 agosto 1994, ore 15:00 CEST 2ª giornata | Paderborn-Neuhaus | 0 – 0 referto | Verl | Hermann-Löns-Stadion (5 000 spett.)\| Arbitro: \| Dardenne \| |
| Arbitro:                                            | Dardenne          |               |      |                                                               |

| Arbitro: | Schäfer |

|                    |           |                                           |
| Albarus 89’ (rig.) | Marcatori | 20’, 78’ Groeleken 47’, 59’, 80’ Spannuth |

| Arbitro: | Szukat |

|              |           |                                   |
| Spannuth 54’ | Marcatori | 43’ Singer 53’ Burkhart 90’ Dudek |

| Arbitro: | Schumacher |

|                                           |           |                     |
| Schreier 46’ Laußmann 80’ Matena 89’, 90’ | Marcatori | 10’ (aut.) Herrmann |

| Arbitro: | Jansen |

|  |           |                       |
|  | Marcatori | 42’ Wuckel 80’ Walter |

| Arbitro: | Hecker |

|  |           |                                                       |
|  | Marcatori | 65’ Hajradinović 66’ Hecking 68’ Spannuth 75’ Jaworek |

| Arbitro: | Margenberg |

|                                        |           |                            |
| Groeleken 4’ Vogt 17’, 24’ Hecking 21’ | Marcatori | 35’ Herzberger 69’ Langers |

| Arbitro: | Stodiek |

|              |           |               |
| Plechaty 90’ | Marcatori | 21’ Groeleken |

| Arbitro: | Schweitzer |

|  |           |            |
|  | Marcatori | 83’ Stulin |

| Arbitro: | Gerber |

|                             |           |                           |
| Perschke 27’ Schlebusch 67’ | Marcatori | 11’ Groeleken 79’ Jaworek |

| Arbitro: | Aust |

|              |           |  |
| Reichert 65’ | Marcatori |  |

| Arbitro: | Wicht |

|            |           |             |
| Becker 35’ | Marcatori | 59’ Hecking |

| Arbitro: | Weber |

|                                           |           |             |
| Bräuer 62’ Beier 77’ (aut.) Groeleken 89’ | Marcatori | 27’ Merfeld |

| Arbitro: | Blüthgen |

|             |           |  |
| Schmitz 50’ | Marcatori |  |

| Arbitro: | Schütz |

|                                     |           |              |
| Flür 13’, 44’ Jansen 63’ Scharf 76’ | Marcatori | 28’ Spannuth |

| Arbitro: | Plettenberg |

|            |           |                                        |
| Bräuer 70’ | Marcatori | 8’ (aut.) Bräuer 53’ Paul 76’ Eberhard |

#### Girone di ritorno
| Arbitro: | Albers |

|                               |           |  |
| Vogt 60’ Groeleken 81’ (rig.) | Marcatori |  |

| Arbitro: | Domurat |

|          |           |               |
| Vier 33’ | Marcatori | 73’ Groeleken |

| Arbitro: | Weber |

|                 |           |              |
| Holick 45’, 81’ | Marcatori | 33’ Feinbier |

| Arbitro: | Thiemer |

|              |           |              |
| Burkhart 40’ | Marcatori | 73’ Spannuth |

| Arbitro: | Werthmann |

|                                                     |           |           |
| Hecking 9’ Groeleken 46’ Bangoura 76’ Wiercimok 86’ | Marcatori | 2’ Wagner |

| Arbitro: | Krug |

|                 |           |  |
| Studtrucker 72’ | Marcatori |  |

| Arbitro: | Funken |

|                                             |           |  |
| Hecking 38’ Groeleken 59’, 60’ Bangoura 67’ | Marcatori |  |

| Arbitro: | Frorath |

|             |           |                                                     |
| Langers 90’ | Marcatori | 64’ (aut.) Zimmermann 77’ (rig.) Hecking 83’ Holick |

| Arbitro: | Albers |

|                         |           |  |
| Bangoura 15’ Holick 30’ | Marcatori |  |

| Arbitro: | Margenberg |

|                    |           |                          |
| Adam 55’ Flick 65’ | Marcatori | 40’ Bangoura 60’ Hecking |

| Arbitro: | Eli |

|                                         |           |                                            |
| Parrotta 4’ Kischka 51’ Roth 72’ (aut.) | Marcatori | 21’ Gerlach 50’ (rig.) P.Müller 80’ Kreide |

| Arbitro: | Berg |

|                       |           |  |
| Wegmann 26’ Klein 78’ | Marcatori |  |

| Arbitro: | Prengel |

|                                                              |           |  |
| Hecking 7’ Holick 20’ (rig.), 81’ Groeleken 22’ Spannuth 84’ | Marcatori |  |

| Arbitro: | Müller |

|                                       |           |                         |
| Rother 51’, 60’ Beier 80’ Görgens 90’ | Marcatori | 5’ Groeleken 47’ Holick |

| Arbitro: | Stodiek |

|                          |           |                                      |
| Hecking 33’ Spannuth 39’ | Marcatori | 22’ (aut.) Wiercimok 81’ Fraundörfer |

| Arbitro: | Schütz |

|                   |           |             |
| Holick 50’ (rig.) | Marcatori | 30’ Vengels |

| Arbitro: | Weber |

|                                                                           |           |                                 |
| Heinsdorf 37’ Heinzen 40’ Wagner 65’ Muchka 69’ Thömmes 73’, 81’ Paul 88’ | Marcatori | 44’ Holick 90’ (rig.) Groeleken |

### Coppa di Germania
| Arbitro: | Kiefer |

|                                                         |                      |                                                 |
| Hecking 31’ Hajradinović 79’                            | Marcatori            | 16’ Shala 66’ Mehlhorn                          |
| Hecking Mrugalla Groeleken Schmidt Kischka Hajradinović | Tiri di rigore 4 – 5 | Panadić Renn Shala Mehlhorn Bittermann Wienhold |

## Statistiche

### Statistiche di squadra
| Competizione                | Punti | In casa | In casa | In casa | In casa | In casa | In casa | In trasferta | In trasferta | In trasferta | In trasferta | In trasferta | In trasferta | Totale | Totale | Totale | Totale | Totale | Totale | DR |
| Competizione                | Punti | G       | V       | N       | P       | Gf      | Gs      | G            | V            | N            | P            | Gf           | Gs           | G      | V      | N      | P      | Gf     | Gs     | DR |
| --------------------------- | ----- | ------- | ------- | ------- | ------- | ------- | ------- | ------------ | ------------ | ------------ | ------------ | ------------ | ------------ | ------ | ------ | ------ | ------ | ------ | ------ | -- |
| Regionalliga ovest-Sudovest | 47    | 17      | 9       | 4       | 4       | 35      | 20      | 17           | 3            | 7            | 7            | 26           | 33           | 34     | 12     | 11     | 11     | 61     | 53     | +8 |
| Coppa di Germania           | -     | 1       | 0       | 1       | 0       | 2       | 2       | 0            | 0            | 0            | 0            | 0            | 0            | 1      | 0      | 1      | 0      | 2      | 2      | 0  |
| Totale                      | 47    | 18      | 9       | 5       | 4       | 37      | 22      | 17           | 3            | 7            | 7            | 26           | 33           | 35     | 12     | 12     | 11     | 63     | 55     | +8 |

### Andamento in campionato
| Giornata  | 1  | 2  | 3 | 4  | 5  | 6  | 7  | 8  | 9 | 10 | 11 | 12 | 13 | 14 | 15 | 16 | 17 | 18 | 19 | 20 | 21 | 22 | 23 | 24 | 25 | 26 | 27 | 28 | 29 | 30 | 31 | 32 | 33 | 34 |
| --------- | -- | -- | - | -- | -- | -- | -- | -- | - | -- | -- | -- | -- | -- | -- | -- | -- | -- | -- | -- | -- | -- | -- | -- | -- | -- | -- | -- | -- | -- | -- | -- | -- | -- |
| Luogo     | T  | C  | T | C  | T  | C  | T  | C  | T | C  | T  | C  | T  | C  | T  | T  | C  | C  | T  | C  | T  | C  | T  | C  | T  | C  | T  | C  | T  | C  | T  | C  | C  | T  |
| Risultato | N  | N  | V | P  | P  | P  | V  | V  | N | P  | N  | V  | N  | V  | P  | P  | P  | V  | N  | V  | N  | V  | P  | V  | V  | V  | N  | N  | P  | V  | P  | N  | N  | P  |
| Posizione | 10 | 11 | 3 | 11 | 13 | 13 | 13 | 10 | 9 | 12 | 12 | 7  | 8  | 7  | 8  | 11 | 12 | 11 | 11 | 9  | 9  | 8  | 8  | 8  | 7  | 7  | 6  | 7  | 8  | 7  | 10 | 9  | 9  | 9  |

Legenda:

Luogo: C = Casa; T = Trasferta. Risultato: V = Vittoria; N = Pareggio; P = Sconfitta.

### Statistiche dei giocatori
| Giocatore       | Regionalliga | Regionalliga | Regionalliga | Regionalliga | Coppa di Germania | Coppa di Germania | Coppa di Germania | Coppa di Germania | Totale   | Totale | Totale      | Totale     |
| Giocatore       | Presenze     | Reti         | Ammonizioni  | Espulsioni   | Presenze          | Reti              | Ammonizioni       | Espulsioni        | Presenze | Reti   | Ammonizioni | Espulsioni |
| --------------- | ------------ | ------------ | ------------ | ------------ | ----------------- | ----------------- | ----------------- | ----------------- | -------- | ------ | ----------- | ---------- |
| D. Bangoura     | 27           | 4            | 0            | 0            | 0                 | 0                 | 0                 | 0                 | 27       | 4      | 0           | 0          |
| J. Bräuer       | 26           | 2            | 2            | 1            | 1                 | 0                 | 0                 | 0                 | 27       | 2      | 2           | 1          |
| D. Bücker       | 5            | 0            | 0            | 0            | 0                 | 0                 | 0                 | 0                 | 5        | 0      | 0           | 0          |
| D. Farke        | 3            | 0            | 0            | 0            | 0                 | 0                 | 0                 | 0                 | 3        | 0      | 0           | 0          |
| D. Fulhorst     | 1            | 0            | 0            | 0            | 0                 | 0                 | 0                 | 0                 | 1        | 0      | 0           | 0          |
| E. Groeleken    | 31           | 14           | 8            | 0            | 1                 | 0                 | 0                 | 0                 | 32       | 14     | 8           | 0          |
| H. Grundmann    | 13           | 0            | 0            | 0            | 0                 | 0                 | 0                 | 0                 | 13       | 0      | 0           | 0          |
| E. Hajradinović | 20           | 1            | 4            | 0            | 1                 | 1                 | 0                 | 0                 | 21       | 2      | 4           | 0          |
| D. Hecking      | 34           | 9            | 2            | 1            | 1                 | 1                 | 0                 | 0                 | 35       | 10     | 2           | 1          |
| F. Holick       | 25           | 9            | 0            | 2            | 0                 | 0                 | 0                 | 0                 | 25       | 9      | 0           | 2          |
| T. Jaworek      | 12           | 2            | 2            | 0            | 1                 | 0                 | 0                 | 0                 | 13       | 2      | 2           | 0          |
| M. Joswig       | 34           | 0            | 1            | 0            | 1                 | 0                 | 0                 | 0                 | 35       | 0      | 1           | 0          |
| W. Kischka      | 30           | 1            | 3            | 0            | 1                 | 0                 | 0                 | 0                 | 31       | 1      | 3           | 0          |
| A. Kolodzeyski  | 1            | 0            | 0            | 0            | 0                 | 0                 | 0                 | 0                 | 1        | 0      | 0           | 0          |
| S. Maaß         | 2            | 0            | 0            | 0            | 0                 | 0                 | 0                 | 0                 | 2        | 0      | 0           | 0          |
| M. Mrugalla     | 24           | 0            | 2            | 2            | 1                 | 0                 | 0                 | 0                 | 25       | 0      | 2           | 2          |
| A. Müller       | 1            | 0            | 0            | 0            | 0                 | 0                 | 0                 | 0                 | 1        | 0      | 0           | 0          |
| V. Palumbo      | 2            | 0            | 0            | 1            | 1                 | 0                 | 0                 | 0                 | 3        | 0      | 0           | 1          |
| F. Parrotta     | 24           | 1            | 1            | 0            | 0                 | 0                 | 0                 | 0                 | 24       | 1      | 1           | 0          |
| R. Reichert     | 13           | 1            | 1            | 0            | 0                 | 0                 | 0                 | 0                 | 13       | 1      | 1           | 0          |
| R. Schmidt      | 16           | 0            | 1            | 1            | 1                 | 0                 | 0                 | 0                 | 17       | 0      | 1           | 1          |
| D. Spannuth     | 30           | 9            | 0            | 0            | 1                 | 0                 | 0                 | 0                 | 31       | 9      | 0           | 0          |
| M. Vogt         | 19           | 3            | 2            | 2            | 1                 | 0                 | 0                 | 0                 | 20       | 3      | 2           | 2          |
| T. Weber        | 6            | 0            | 0            | 0            | 0                 | 0                 | 0                 | 0                 | 6        | 0      | 0           | 0          |
| M. Wiercimok    | 31           | 1            | 1            | 1            | 1                 | 0                 | 0                 | 0                 | 32       | 1      | 1           | 1          |